# Калмык, Октавиан Захарьевич
Октавиан Захарьевич Калмык (рум. Octavian Calmîc; род. 9 октября 1974 год с. Бардар, Яловенский район, Молдавская ССР, СССР) — молдавский государственный и политический деятель. Министр экономики Республики Молдова с 20 января 2016 по 21 декабря 2017 года.

## Образование
В 1992 году начал учёбу в Молдавском государственном университете — факультет прикладной математики. Проучившись один год перевелся в Академию экономических знаний Молдовы.
В 1996 году окончил Академия экономических знаний Молдовы — факультет менеджмента
В 1998 году окончил Институт повышения квалификации Всемирной торговой организации (ВТО) в Женеве — эксперт по нормам ВТО
В 2001 году окончил Институт повышения квалификации Всемирной торговой организации (ВТО) в Женеве — торговля, политика и внешняя торговля
В 2003 году кандидат в доктора наук в управленческой и торговой сферах. Тема исследования: «Механизмы продвижения внешней торговли»

## Биография
с 1996 по 1998 год главный специалист Управления международного двустороннего сотрудничества Министерства экономики Республики Молдова
с 1998 по 2001 год заместитель начальника главного управления ВТО, Министерства экономики Республики Молдова. Одновременно с 1998 по 2001 год основной представитель переговорной группы по присоединению Республики Молдова к ВТО
с 2001 по 2005 год начальник главного управления торговых режимов и ВТО, Министерства экономики Республики Молдова. Участвовал в разработке тарифной и торговой политике Республики Молдова. С 2003 года основной переговорщик по Соглашению о свободной торговле между Молдовой и Украиной, согласно нормам ВТО. С 2003 по 2004 год переговорщик по подписанию Соглашения о свободной торговле со странами Пакта стабильности для Юго-Восточной Европы. С 2005 по 2006 год основной консультант по в переговорах с ЕС по получению GSP Plus и Автономных торговых преференций
с 2006 года по настоящее время представитель Молдовы в отношениях со странами ЦЕФТА по расширению и модернизации соглашения
с 2005 по 2009 год директор Генерального Управления торговых политик, Министерство экономики и торговли Республики Молдова
с 4 ноября 2009 по 20 января 2016 года Заместитель министра экономики Республики Молдова
с 20 января 2016 года Министр экономики Республики Молдова

## Награды
- Орден «Трудовая слава» (23 июля 2014 года) — в знак высокой признательности за вклад в проведение реформ, основанных на европейских ценностях и стандартах, за особые заслуги в обеспечении ведения переговоров, подписания и ратификации Соглашения об ассоциации между Республикой Молдова и Европейским Союзом, оказание содействия в либерализации визового режима в государствах — членах ЕС и в Шенгенской зоне и активное участие в повышении престижа страны на международной арене[1]
- Медаль «МПА СНГ. 25 лет» (27 марта 2017 года, Межпарламентская ассамблея СНГ) — за заслуги в деле развития и укрепления парламентаризма, за вклад в развитие и совершенствование правовых основ функционирования Содружества Независимых Государств, укрепление международных связей и межпарламентского сотрудничества[2]